# Carlos Rinaldi
Carlos Rinaldi va ser un muntador, guionista i director de cinema argentí que va néixer a Buenos Aires (Argentina) el 5 de febrer de 1915 i va morir a la mateixa ciutat el 10 de maig de 1995. Va ser un dels fundadors de l'entitat Directores Argentinos Cinematográficos el 1958.

## La seva relació amb el cinema
Llevat als Estudis Lumiton, que havia contractat un muntador, la compaginació era considerada fins a 1937 pels cineastes argentins com una de les tasques pròpies del director de la pel·lícula i un aspecte més aviat secundari dins de la realització cinematogràfica. La juxtaposició de les preses denotava falta de sentit del ritme, la línia estètica i la funció dramàtica que han de sorgir d'un bon muntatge. Els directors, una vegada acabada la filmació, havien de treballar en la secció armada del laboratori, que consistia en prestatges on s'apilaven centenars de preses en d'altres rotlles, una llarga taula, una enrotlladora, dues canastres i una lupa. Primer havien de reconèixer a ull cada presa, tractar de recordar a quina escena pertanyia, calcular el metratge aproximat que havien de donar-li i després enganxar-la. Si alguna escena no apareixia per haver-se extraviat entre els rotlles, havien d'anar a filmar-les novament. Després veien les escenes compaginades en projecció, prenien notes i agregaven o llevaven aquí i allà. Aquesta labor era font de freqüents entredits entre els capitalistes que volien estrenar al més aviat possible i reclamaven al laboratori l'entrega urgent de còpies.
Carlos Rinaldi treballava al laboratori d'Alberto J. Biasotti i no sols va assistir gairebé des del principi a aquestes projeccions sinó que per pròpia iniciativa es quedava als debats del director amb els seus ajudants sobre els problemes i possibilitats del tall, amb la qual cosa va anar creixent el seu interès en la compaginació fins a convertir-se en entusiasme. Rinaldi no va trigar a comprendre que abans de res era necessari una proporció entre els angles i distàncies de les preses perquè s'esglaonessin amb naturalitat ì tendissin a concentrar l'atenció de l'espectador en el que era més important a cada moment del relat, i que la durada precisa de cada presa contribuïa a fixar el temps dramàtic i que per a obtenir tot això es requeria un professional altament especialitzat.
En 1936 Rinaldi juntament amb el seu ocupador van tenir la idea de crear una secció destinada a ajudar els directors en l'edició de les seves pel·lícules. Rinaldi va portar les seves idees a Ángel Mentasti que dirigia Argentina Sono Film i va ser contractat pel muntatge de Melgarejo, el film que en aquest moment rodava Luis José Moglia Barth. A principis de 1937 Rinaldi va fabricar una moviola usant el cap d'un vell projector Pathé i un volant que li permetia detenir la projecció a voluntat i es va instal·lar en el seu departament on va començar a operar amb els seus germans Gerardo i Atilio com a ajudants. Primer estudiava les preses triades, fins a conèixer-les, una vegada familiaritzat amb el material raonava mentalment sobre les seves possibilitats d'armat, després la posava sobre el paper escrivint una espècie d'enquadrament del muntatge i recentment després tallava i pegava, després de la qual cosa encara era possible alguns ajustos. Si considerava que encara faltaven preses per a obtenir el grau de fluïdesa, equilibri estètic o valoració dramàtica desitjables, parlava amb el director i si aquest estava convençut les filmava. Per això s'esforçava per a compaginar cada escena abans que en l'estudi es desmuntés el decorat.
Luis César Amadori, que va comprendre aviat la importància del muntatge, va proposar Rinaldi que fes les seves observacions durant i no després de la filmació. Així va ser que en el rodatge de Madreselva va estar amb el director mirant el que feia i proposant aquí i allà preses que aportaran fluïdesa, ritme i interès. Poc després, al començament de 1938 Argentina Sono Film va comprar una moviola.
Carlos Rinaldi va passar després a Pampa Film com a cap de compaginació amb els seus germans com a ajudants i en 1942 va integrar el grup fundador d'Artistas Argentinos Asociados i en va editar les pel·lícules des de ka primera -El viejo Hucha- fins a Pampa bárbara de 1945. En 1949 va debutar com a director amb La cuna vacía i va continuar dirigint fins a Diablo metió la pata de 1980.
Rinaldi deia que mai havia pensat a dirigir pel·lícules encara que s'acostava al lloc de filmació sempre que podia, la qual cosa a més era important per a la seva labor de compaginació. Anys després declarava: "Guardo un bell record de tots els companys d'Artistas Argentinos Asociados. El tècnic del cinema argentí va ser sempre molt acurat de la seva tasca: em recordo que alguns em telefonaven a casa per a preguntar-me com havia sortit tal o tal altra presa". opinava que "el nostre cinema només interessarà a l'estranger si reflecteix la realitat, amb temes, tipus i costums nostres. Només així tindrem un cinema veritablement autòcton. Estic segur que les pel·lícules que ens pintin tal qual som i vivim seran les que més gravitaran a l'exterior. Per a això la importància de l'argument és bàsica, encara que el director pot malbaratar-ho. I és imprescindible que treballi mancomunat amb l'autor, fins a aconseguir l'enquadrament. Només llavors plasmarà independentment les imatges i el relat. Aquest és el millor camí per a l'assoliment d'una idea argumental"

## Filmografia
Editor
- Surcos de sangre (1950)
- Besos perdidos (1945)
- La cabalgata del circo (1945)
- Pampa bárbara (1945)
- El muerto falta a la cita (1944)
- Cuando la primavera se equivoca (1944)
- Su mejor alumno (1944)
- Todo un hombre (1943)
- Los hombres las prefieren viudas (1943)
- Eclipse de sol (1943)
- Cuando florezca el naranjo (1943)
- Frontera Sur (1943)
- Los hijos artificiales (1943)
- Tres hombres del río (1943)
- La guerra gaucha (1942)
- El viejo Hucha (1942)
- Cruza (1942)
- Tú eres la paz (1942)
- Yo quiero morir contigo (1941)
- El cura gaucho (1941)
- La quinta calumnia (1941)
- Chingolo (1940)
- Encadenado (1940)
- El hijo del barrio (1940)
- Corazón de turco (1940)
- Puerta cerrada (1939)
- Alas de mi patria (1939)
- Atorrante (La venganza de la tierra) (1939)
- Nativa (1939)
- Madreselva (1938)
- Maestro Ciruela o Maestro Levita (1938)
- El último encuentro (1938)
- La casa de Quirós (1937)
- Melgarejo (1937)

Director
- El diablo metió la pata (1980)
- Alerta en azul (mediometraje documental (1980)
- No apto para menores (1979)
- Andrea (1973)
- Adiós Alejandra (1973)
- Mi amigo Luis (1972)
- Balada para un mochilero (1971)
- Pimienta y pimentón (1970)
- Maternidad sin hombres (1968)
- El derecho a la felicidad (1968)
- ¡Al diablo con este cura! (1967)
- Pimienta (1966)
- Bicho raro (1965)
- Viaje de una noche de verano (1965)
- El desastrólogo (1964)
- El castillo de los monstruos (1964)
- Male and Female Since Adam and Eve (1961)
- La gran aventura o Yo quiero vivir contigo (1960)
- Salitre (1959)
- Las apariencias engañan (1958)
- Todo sea para bien (1957)
- África ríe (1956)
- El millonario (1955)
- Pobre pero honrado (1955)
- Casada y señorita (1954)
- Un hombre cualquiera (1954)
- Del otro lado del puente (1953)
- Vigilantes y ladrones (1952)
- La patrulla chiflada (1952)
- El baldío (1952)
- Fantasmas asustados (1951)
- La cuna vacía (1949)

Guionista
- El diablo metió la pata (1980)
- No apto para menores (1979)
- Balada para un mochilero (1971)
- El derecho a la felicidad (1968)

Productor
- Maternidad sin hombres (1968)
- El derecho a la felicidad (1968)

Actor
- Del otro lado del puente (1953) .... Cameo

Ajudant de laboratori
- Loco lindo (1936)